# Крадій джоулів

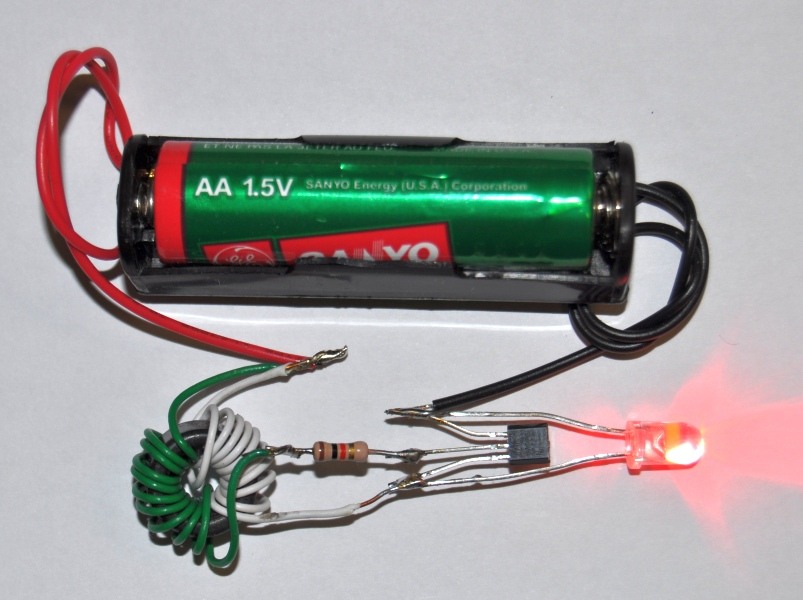
Звичайний крадій джоулів, показано компоненти та їхнє з’єднання. У цьому прикладі використовується червоний світлодіод. Трансформатор на феритовому кільці має первинну обмотку (білий) та обмотку зворотного зв’язку (зелений). Використовується транзистор PN2222A і резистор 1000 Ом.

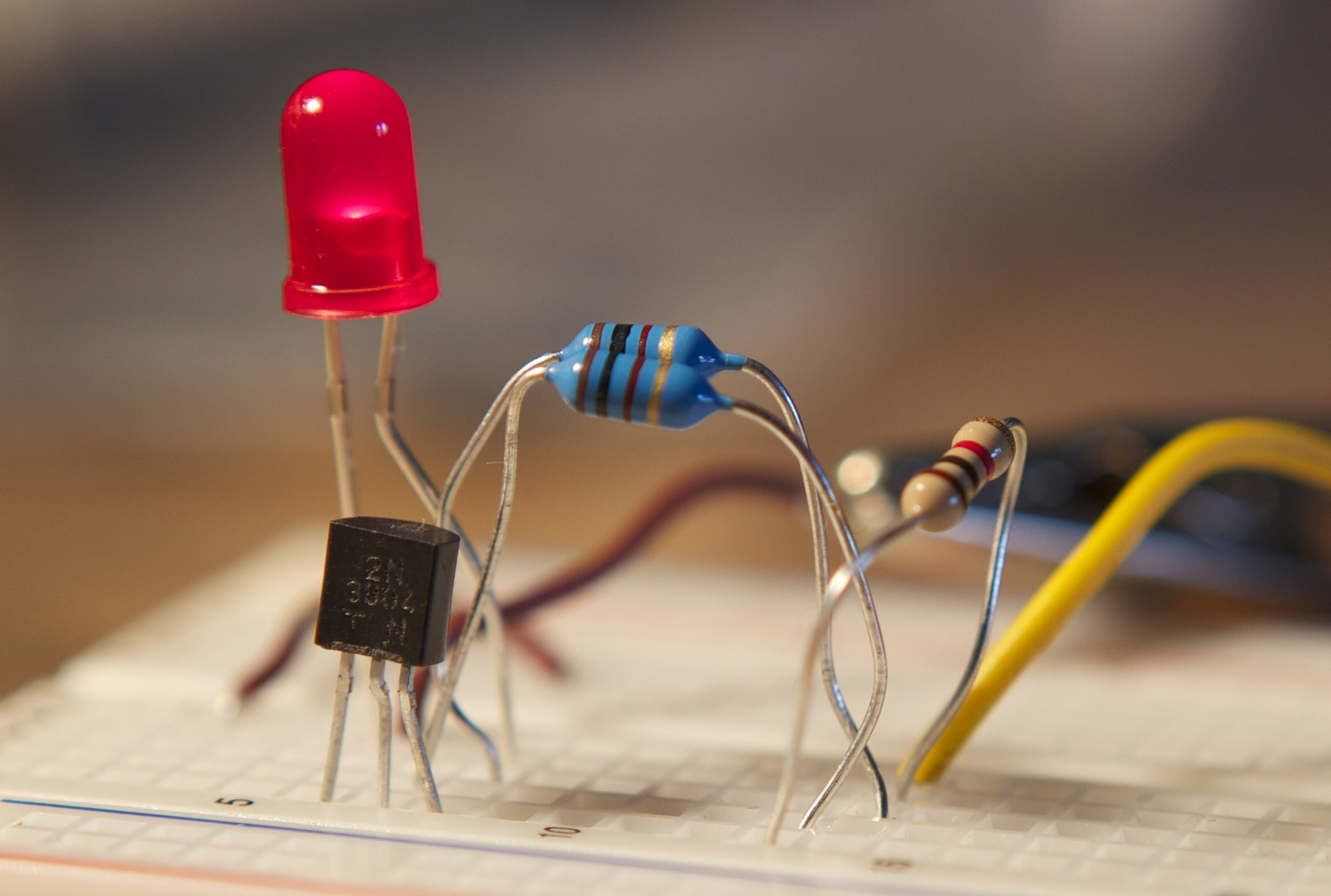
Крадій джоулів із двома аксіальними дроселями, що замінюють трансформатор на феритовому кільці, зібраний на макетній платі без паяння.

Крадій джоулів (англ. joule thief) — це мінімалістський автоколивальний підвищувач напруги, невеликий, недорогий і простий у виготовленні, який зазвичай використовується для живлення невеликих навантажень. Ця схема також відома під іншими назвами, як от блокінг-генератор та факел вампіра (англ. vampire torch). Він може використовувати майже всю енергію одноелементної електричної батареї, до напруги, набагато нижчої за ту, коли інші схеми вважають батарею повністю розрядженою (або «мертвою»); звідси й назва, яка вказує на те, що схема викрадає енергію або «джоулі» з джерела — цей термін є каламбуром до «крадій коштовностей». Схема є варіантом блокінг-генератора, який утворює нерегульований підвищуючий перетворювач напруги. Вихідна напруга збільшується за рахунок більшого споживання струму на вході, але інтегральний (середній) струм на виході знижується, а яскравість світіння зменшується.

## Історія

### Попередній рівень техніки
Крадій джоулів це не нова концепція. Він лише додає світлодіод на вихід автоколивального підвищувача напруги, який був запатентований багато десятиліть тому.
- Патент США US1949383[1] «Електронний пристрій», поданий 1930 року, описує схему генератора на основі вакуумної лампи для перетворення низької напруги у високу.
- Патент США US2211852[2] «Апарат блокінг-генератора», поданий 1937 року, описує блокінг-генератор на основі вакуумної лампи.
- Патент США US2745012[3] «Транзисторні блокінг-генератори»,  поданий 1951 року, описує три версії транзисторного блокінг-генератора.
- Патент США US2780767[4] «Схема для перетворення низької напруги у високу постійну напругу», поданий 1955 року.
- Патент США US2881380[5] «Перетворювач напруги», поданий 1956 року.
- Патент США US4734658[6] «Схема генератора з низькою робочою напругою», поданий 1987 року, описує схему генератора з дуже низькою напругою живлення, здатну працювати лише від 0,1 вольта (що нижче, ніж у крадія джоулів). Це досягається завдяки використанню польового транзистора з PN-переходом, який не вимагає прямого зміщення для своєї роботи, оскільки використовується в режимі збіднення[en]. Канал такого транзистора проводить струм навіть якщо напруга зміщення не прикладена. Цей патент був призначений для використання з термоелектричними джерелами енергії .

### Капарник
У номері журналу Everyday Practical Electronics (EPE) за листопад 1999 року в розділі «Винахідливість необмежена» (англ. Ingenuity Unlimited) була опублікована нова ідея схеми З. Капарника зі Свіндона, Вілтшир, Велика Британія, під назвою «Одновольтовий світлодіод — яскраве світло» (англ. One Volt LED  — A Bright Light). Було наведено три варіанти схеми для роботи світлодіодів при напрузі живлення нижче 1,5 В. Базові схеми складалися з трансформатора зворотного зв'язку та NPN-транзистора, що утворювали перетворювач напруги на основі блокінг-генератора. Після тестування трьох транзисторів (ZTX450 з ефективністю 73%, ZTX650 з ефективністю 79% і BC550 з ефективністю 57%) було встановлено, що транзистор із меншим значенням напруги насичення Uке(нас) дає кращі результати ефективності. Окрім того, резистор із нижчим опором дасть більший струм.

## Принцип роботи

Приклад схеми крадія джоулів, що живить світлодіод. Котушка складається зі стандартного феритового кільцевого осердя з двома обмотками по 20 витків кожна, з використанням дроту діаметром 0,15 мм. Схема може використовувати вхідну напругу приблизно до 0,35 В і працювати тижнями від 1,5-вольтової батарейки AA. Використано резистор ~1 кОм, 1/4 Вт. Транзистором може бути 2N3904, BC547B, 2SC2500, BC337, 2N2222, 2N4401 або інший NPN транзистор з V_{ceo} = 30 В, P = 0,625 Вт.

Схема працює шляхом швидкого перемикання стану транзистора. Спочатку струм починає протікати через резистор, вторинну обмотку та перехід база-емітер (див. схему), що змушує транзистор проводити колекторний струм через первинну обмотку. Оскільки дві обмотки з’єднані в протилежних напрямках, це наводить позитивну напругу у вторинній обмотці (зверніть увагу на полярності обмоток, позначені крапками), що ще дужче відкриває транзистор. Цей процес позитивного зворотного зв'язку майже миттєво відкриває транзистор якомога сильно, доводячи його до насичення. Шлях колектор-емітер стає фактично схожим на замкнений перемикач (оскільки Uке буде лише близько 0,1 вольта, припускаючи, що струм бази досить високий). Коли первинна обмотка підключена до батареї, струм зростає зі швидкістю, пропорційною напрузі живлення, поділеній на індуктивність. Вимикання транзистора відбувається різними механізмами в залежності від напруги живлення.
Коефіцієнт підсилення транзистора змінюється при зміні колекторної напруги Uке. При низькій напрузі живлення (зазвичай 0,75 В і нижче) транзистор потребує більшого базового струму для підтримки насичення при збільшенні колекторного струму. Отже, коли він досягає критичного струму колектора, доступного базового струму стає недостатньо, і транзистор починає закриватися, відбувається описана раніше дія позитивного зворотного зв’язку, яка вимикає його.
Підводячи підсумок, щойно струм в обмотках з будь-якої причини припиняє збільшуватися, транзистор переходить в область відтинання (і розмикає «перемикач» колектор-емітер). Магнітне поле слабшає, наводячи необхідну напругу, щоб змусити навантаження схеми проводити, тобто щоб струм вторинної обмотки знайшов якийсь інший шлях, не через транзистор.
Коли поле зменшується до нуля, вся послідовність повторюється; батарея нарощує струм первинної обмотки, поки не ввімкнеться транзистор.
Якщо навантаження на схему дуже мале, швидкість наростання та кінцева напруга на колекторі обмежуються лише паразитними ємностями та можуть перевищувати напругу живлення більш ніж у 100 разів. З цієї причини необхідно завжди підключати навантаження, щоб не пошкодити транзистор. Оскільки Uке передається до вторинної обмотки, пошкодження транзистора через мале навантаження відбудеться через перевищення обмеження  зворотної напруги Uбе для транзистора, що відбувається при значно нижчому значенні, ніж Uке(макс).
Транзистор розсіює дуже мало енергії, навіть на високих частотах коливань, оскільки він проводить більшу частину свого часу в повністю увімкненому або повністю вимкненому стані, тому або напруга, або струм через транзистор дорівнює нулю, таким чином мінімізуючи втрати на перемиканні.

### Простий обмежувач напруги

Крадій джоулів з регульованою вихідною напругою

Проста модифікація попередньої схеми замінює світлодіод трьома компонентами для створення простого стабілізатора напруги на основі стабілітрона. Діод D1 діє як напівперіодний випрямляч, що заряджає конденсатор C лише тоді, коли на лівому по схемі виводі діода доступна вища напруга від крадія джоулів. Стабілітрон D2 обмежує вихідну напругу. Оскільки регулювання відсутнє, будь-який не спожитий навантаженням надлишок енергії буде розсіюватися в стабілітроні у вигляді тепла, зменшуючи тим ефективність перетворення.
Краще рішення показано в наступному варіанті схеми.

### Крадій джоулів зі зворотним зв'язком

Крадій джоулів із замкненою петлею зворотного зв'язку

Якщо потрібна більш постійна вихідна напруга, крадія джоулів можна доповнити зворотним зв'язком. У прикладі схеми діод Шотткі D1 блокує заряд, накопичений на конденсаторі C1, від повернення назад до перемикаючого транзистора Q1, коли він відкритий. Стабілітрон D2 напругою 5,6 В і транзистор Q2 формують зворотний зв’язок: коли напруга на конденсаторі C1 перевищує порогову напругу, утворену напругою стабілітрона D2 плюс напруга база-емітер відкривання  транзистора Q2, цей транзистор відкривається і відводить базовий струм перемикального транзистора Q1, перешкоджаючи коливанням та запобігаючи подальшому зростанню напруги на конденсаторі C1. Коли напруга на C1 падає нижче порогової напруги, Q2 вимикається, дозволяючи коливанням повторюватися. Ця дуже проста схема має недоліки — залежність вихідної напруги від температури через зміну Uбе транзистора Q2, а також відносно високі пульсації. Втім, пульсації можна зменшити за допомогою простого П-подібного LC-фільтра з низькими втратами. У наведеній схеми додано регулятор з низьким падінням напруги, який сприяє подальшій стабілізації вихідної напруги та знижує пульсації, але також знижує ефективність перетворення.